# Іноземний кореспондент
«Іноземний кореспондент» (англ. Foreign Correspondent) — художній фільм режисера Альфреда Гічкока, знятий у 1940 році. Стрічка отримала 6 номінацій на премію «Оскар»: за найкращий фільм, оригінальний сценарій (Чарльз Беннет, Джоан Гаррісон), чоловічу роль другого плану (Альберт Бассерман), операторську роботу (Рудольф Мате), роботу художника (Олександр Голіцин) та спеціальні ефекти (Пол Іглер, Томас Мултон).

## Зміст
Джон Джонс прибуває до Європи зі спеціальним завданням. Він журналіст одного американського видання і зацікавлений в інформації про майбутній голландсько-бельгійський договір перед війною, що суттєво вплине на світову політичну арену. Тут Джон бачить як викрадають голландського дипломата, котрий володіє секретною інформацією про договір між цими країнами.

## Ролі
- Джоел Маккрі — Джонні Джонс
- Лорейн Дей — Керол Фішер
- Герберт Маршалл — Стівен Фішер
- Джордж Сандерс — Скотт ффоліотт
- Альберт Бассерман — Ван Меєр
- Роберт Бенчлі — Стеббінс
- Едмунд Гвен — Роулі
- Едуардо Чаннеллі — пан Круг
- Гаррі Девенпорт — містер Пауерс

## Зйомки
Продюсер стрічки Волтер Вангер придбав права на книгу мемуарів Вінсента Шина «Власна історія» у 1935 році, але залишився задоволений сценарієм лише після п'яти років роботи над ним і 16 його варіантів.
Хічкок, якому більше подобалось працювати не під пильним наглядом Селзніка, спочатку хотів бачити у головних ролях Гері Купера та Джоан Фонтейн, але Купер не зацікавився в той момент можливістю знятися у трилері. Пізніше актор зізнався Гічкоку, що зробив помилку, відмовившись від ролі у фільмі.
Після того, як фільм був готовий, Гічкок побував в Англії, звідки він повернувся 3 липня 1940 року, і повідомив, що Німеччина готова розпочати бомбардування Лондона в будь-який момент. Після цього Бен Хехт був викликаний для того, щоб написати нову кінцівку для фільму. Сцена на радіостанції була відзнята 5 липня і замінила оригінальну кінцівку, де герої обговорюють події фільму на борту трансатлантичного літака. Німці почали бомбити Лондон 10 липня.